# 科洛弗檔案
是一部2008年的美国伪纪录片怪物恐怖電影。「Cloverfield」原是本片的開發代號，後来便直接用作本片片名。本片由德魯·戈達德撰寫劇本，麥特·李維斯執導，並由影集《LOST檔案》創造者傑弗瑞·亞柏拉罕擔任製片。電影首次在《變形金剛》前的預告中向大眾公開，並宣布2008年1月18日在美國本土上映。針對本片，發行公司派拉蒙影業推出了一系列病毒式行銷的宣傳活動。

## 片名
電影取名為「Cloverfield」（原意為苜蓿田），主要是因為劇組希望嚴密保護故事內容不會外流，而「Cloverfield」則是製片J.J.亞伯拉罕位於洛杉磯辦公室附近的一條街名，當時他們先用该街街名做為這部電影的代號，後來乾脆就直接作為電影名稱。

## 故事內容
這部電影以美國國防部在“以前稱為中央公園”的地區回收的個人攝影機的鏡頭形式呈現，並帶有免責聲明，稱多次目擊了一個名為“科洛弗”的事件。
較早的保存的影片顯示，羅伯在哥倫布圓環上方的父親公寓里和貝絲一起醒來，然後在紐約市和康尼島度過了特別的一天。這個被覆蓋的影片片段出現在電影的過程中。
羅伯的兄弟傑森和傑森的女朋友莉莉為他舉辦了歡送派對，慶祝羅伯在日本的新工作。他們的朋友哈德在派對期間為羅伯拍攝了推薦信。羅伯的前女友貝絲在派對時帶來了一個新人。貝絲和羅伯和她的客人爭吵，貝絲在一場地震發生前不久離開，導致全市短暫停電；當地新聞報導了一艘在自由島附近傾覆的油輪。從屋頂上，參加派對的人目睹了遠處的爆炸，並在燃燒的碎片朝他們的方向飛去時逃離。
當參加派對的人離開大樓時，遭砍下的自由女神像頭顱被扔到他們面前的街道上。哈德記錄了幾個街區外一個巨大的生物正在破壞伍爾沃斯大樓。在城市疏散期間，該生物的尾巴摧毀了布魯克林大橋，殺死了傑森和其他幾人。新聞報導顯示美國陸軍第42步兵師正在攻擊怪物。較小的寄生蟲從身體上掉下來攻擊附近的行人和士兵。[a]
羅伯聽到貝絲傳來的電話留言，她說她被困在時代華納中心的公寓裡，無法動彈。 羅伯、哈德、莉莉和另一位參加派對的人瑪莉娜冒險進入曼哈頓中城營救貝絲。凌晨3點17分，他們被捲入了該生物與國民兵的戰鬥中，逃進了地鐵，並遭到了幾隻寄生生物的攻擊。在混戰中，瑪蓮娜被其中一隻生物咬傷。四人逃離地鐵，並進入地下商場，瑪蓮娜漸漸感到不適。之後他們被軍方發現並送往附近的指揮中心和野戰醫院。因為被咬傷，瑪蓮娜的眼睛開始流血。她被醫護人員拉進一個隔離帳篷裡，之後她便爆炸了。羅布打算進城救貝絲，並說服其中一名隊長讓他們通行。隊長說在軍方執行其“全滅毀滅”之前，必須搭上最後一架撤離直升機離開。
他們前往貝絲倒塌的公寓樓，發現一根裸露的鋼筋插在她身上。他們拔出鋼筋救了她，並前往中央車站的疏散地點，在那裡他們再次遇到了生物。在撤離點被摧毀之前，莉莉成功搭上一架即將起飛的直升機撤離。片刻之後，羅伯、貝絲和哈德搭上第二架直升機離開，在機上目睹了被轟炸的生物。轟炸導致該生物倒地，但隨後牠又從煙霧中衝出，並擊中直升機並導致直升機墜毀在中央公園，除了主角一行人外其他人都死亡了。
不到一小時後，墜毀直升機的收音機裡有聲音警告說，全滅毀滅行動將在十五分鐘後開始。主角一行醒來並試圖逃走，但當哈德要取回攝影機時這時生物突然出現並殺死了哈德。羅伯和貝絲撿起攝影機躲在一個橋下，這時警報聲響起，轟炸開始了。 羅伯和貝絲分別錄下了當天事件的最後遺言。這時因為爆炸橋倒塌了，攝影機從羅伯的手中掉落，埋在瓦礫之下。就在另一顆炸彈爆炸之前，羅伯和貝絲互相告白，當怪物咆哮時，兩人都在尖叫。
影片以羅伯和貝絲的康尼島之旅結束。在他們看不見的地方，一個難以辨認的物體從天空墜入大海。就在鏡頭關閉之前，貝絲說：“我度過了美好的一天。”
在片尾字幕之後，可以聽到一個聲音說：“幫助我們......”然而，當反向播放時，它會說，“它還活著”。

## 演員
- 邁克·史托-大衛 飾 羅伯特·「羅伯」·霍金斯（Robert "Rob" Howkins）[2]
- T·J·米勒 飾 哈德遜·「哈德」·普拉特（Hudson "Hud" Platt）
- 潔西卡·盧卡斯 飾 莉莉·福特（Lily Ford）[2]
- 奧黛塔·雅絲曼 飾 伊莉莎白·「貝絲」·麥金泰爾（Elizabeth "Beth" McIntyre）
- 麗茲·凱普蘭 飾 瑪莉娜·戴蒙（Marlena Diamond）[2]
- 邁克·沃格爾 飾 傑森·霍金斯（Jason Hawkins）[2]

## 製作
在2007年2月，派拉蒙影業祕密的決定代號名為「Cloverfield」的電影計畫將由傑弗瑞·亞柏拉罕出任製作人，並由麥特·李維斯執導、裘·哥達特（Drew Goddard）負責編劇。而電影的選角過程也是在保密的狀態下進行，參加試鏡的演員並沒有拿到任何腳本。隨後證實了邁克·史托-大衛、奥黛塔·雅丝曼及麗茲·凱普蘭將演出本片。電影的總預算據估計約為三千萬美元左右（折合新台幣約9.8億元），拍攝工作於2007年6月中旬在紐約展開。

## 行銷
由於電影《變形金剛》在發行前受到許多的矚目，派拉蒙影業決定在該片前播出「Cloverfield」的前導預告來進行宣傳。前導預告是以手持攝影機的方式拍攝，以模擬出家庭錄影帶的風格，而預告中並未公開正式片名，但在結尾處以「1-18-08」的字樣宣告電影將在2008年1月18日上映（北美地區，其他國家上映日未定）。曾有觀眾以家用攝影機拍攝下電影院中播放的預告，並將之上傳到YouTube網站，但派拉蒙影業不久後就以侵犯版權為由要求刪除這段影片。
派拉蒙隨後在Apple.com公開這支電影預告。在預告上線後，《今日美國》報導預告中沒有公開片名以及故事背景的神秘感已經在電影愛好者間引起話題。而預告片中的網頁及海報，更發佈了無頭的自由女神像及疑似巨大身軀之“怪物”直衝入紐約市的境況。

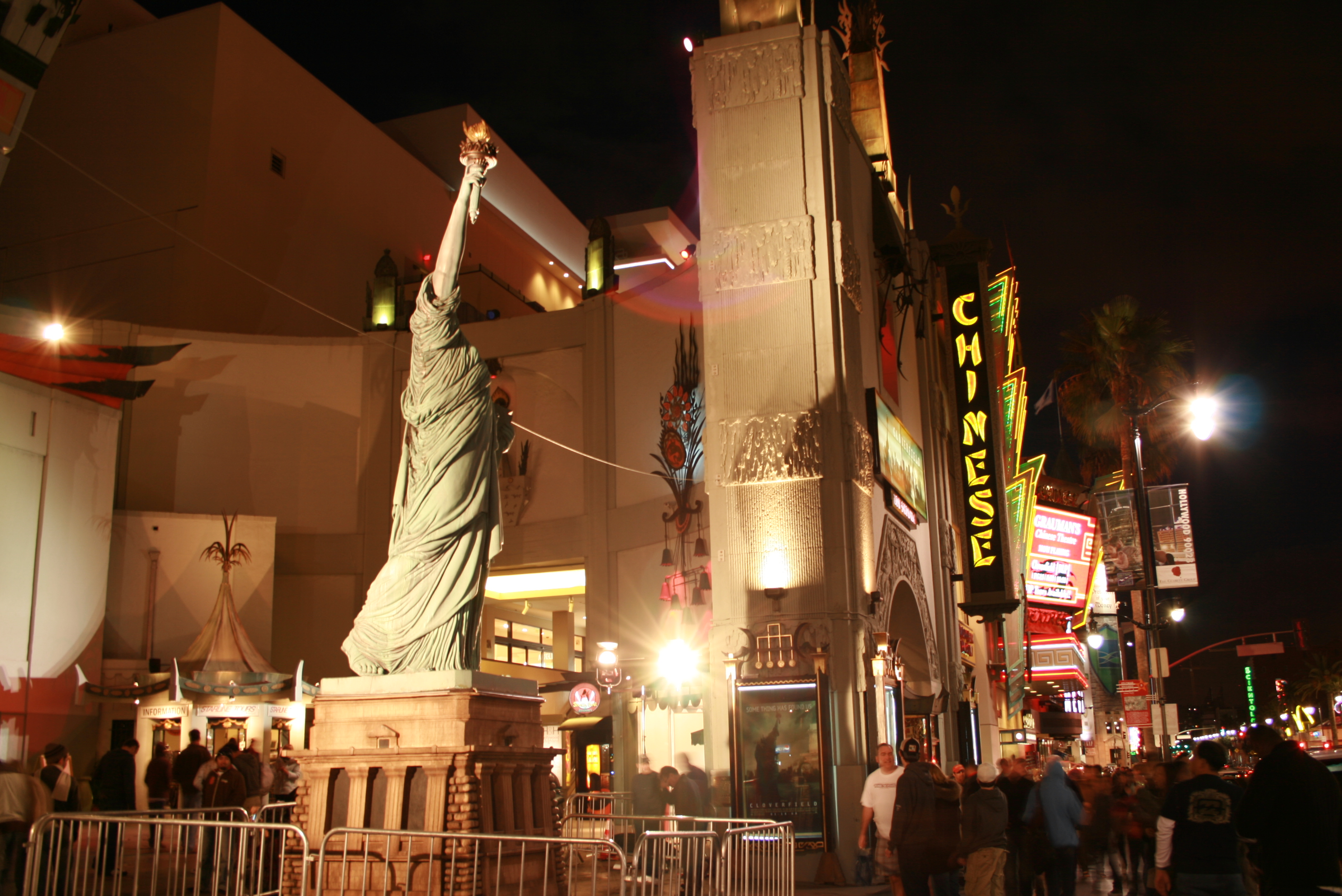
《科洛弗檔案》在好萊塢上映。

部份報導指出派拉蒙影業推出了多個解謎網站（例如：EthanHaasWasRight.com （页面存档备份，存于）），希望能以病毒式行銷的方式來宣傳電影。根據這些網站上的謎題所暗示的線索，派拉蒙也開始以病毒式行銷活動來宣傳電影。在網路上有許多推測認為一些關於「Ethan Haas」的網站和電影有關。派拉蒙的發言人則公開否認這些網站和片廠有任何關係。此外，美國知名電影情報網站「Ain't It Cool News」的創辦人哈利·諾列斯（Harry Knowles）也收到一封來自製作人傑弗瑞·亞柏拉罕的電子郵件，信中澄清「Ethan Haas」網站「和我們沒有任何關係」（have nothing to do with us），亞柏拉罕僅承認1-18-08.com （页面存档备份，存于）是與電影有關的網站，而他也證實的確還有其他與「Cloverfield」相關的網站，但那些網站目前還沒有被任何人發現。至2007年7月28日止，1-18-08.com網站上已放置了五張可以自由移動的照片，分別是在凌晨12:01、12:04、12:36、12:48及01:24拍攝，第一張照片是在預告片中的「派對」拍攝，而另外三張則是從預告中發生的「攻擊事件」中拍攝，第五張（12:04）則回復至「派對」中至「攻擊事件」之前所拍攝。

## 評價
爛番茄有199篇評論，有77%正面評價。

## 日本漫畫版
『クローバーフィールド/KISHIN』
由漫畫家東川祥樹所繪製的漫畫版。是以網路漫畫形式在角川書店網站（web KADOKAWA）刊登（全4集） （已失效）。舞台為日本，主角也變更為男高中生、也有日系企業Tagruato Corp的船隻，漫畫相當於電影版的序章。
漫畫版資料
- 作畫：東川祥樹
- 發行人：井上伸一郎
- 發行出版社：株式会社角川書店
- 製作人：J・J・エイブラムス、ブライアン・パーク
- 故事編輯：デヴィッド・バロノフ
- 原案・劇本：デヴィッド・バロノフ、マシュー・ピッツ、ニコール・フィリップス

登場人物
- 相葉紀信(相葉キシン)
- 笹原愛子(笹原アイコ)

## 資料來源
1. . 豆瓣.   [2018-09-28]. （原始内容存档于2020-11-27）.
2. 1 2 3 4 5 6 7  Borys Kit; Tatiana Siegel. . The Hollywood Reporter. 2007-07-06  [2007-07-06]. （原始内容存档于2007-07-08）.
3. 1 2 3  Anthony Breznican. . USA Today. 2007-07-08  [2007-07-09]. （原始内容存档于2008-02-20）.
4. ↑  Lisa Rose. . The Star Ledger. 2007-07-09  [2007-07-09]. （原始内容存档于2009-06-15）.
5. ↑  Harry Knowles. . Ain't It Cool News. 2007-07-09  [2007-07-09]. （原始内容存档于2018-10-11）.

## 外部連結
- 在Netflix上觀看《苜蓿地》
- 互联网电影数据库（IMDb）上《科洛弗檔案》的资料（英文）
- 爛番茄上《科洛弗檔案》的資料（英文）
- Box Office Mojo上《科洛弗檔案》的資料（英文）
- Metacritic上《科洛弗檔案》的資料（英文）
- AllMovie上《科洛弗檔案》的资料（英文）
- 豆瓣电影上《科洛弗檔案》的資料 （简体中文）